# Giorgio Salvadè
Giorgio Salvadé (Sorengo, 1º maggio 1949 – Lugano, 12 agosto 2012) è stato un politico e medico svizzero.

## Biografia
Nato a Sorengo nel 1949, di professione medico, dal 1984 fino alla morte è stato vice-primario di Medicina all'Ospedale Italiano di Lugano. Nel 1992 è entrato nella Lega dei Ticinesi ed è stato eletto municipale a Lugano, rimanendo in carica fino al 2000, nel 1993 si è fatto promotore della nascita di un'università nella Svizzera italiana, che poi sarebbe nata nel 1995 grazie anche al suo contributo, l'Università della Svizzera italiana con sede a Lugano e Mendrisio. Dal 1999 alla morte è stato deputato al Gran Consiglio del Ticino. Nel 2008 è stato eletto municipale a Massagno. Il 13 maggio del 2009 si è scagliato contro le quote rosa e gli omosessuali al Gran Consiglio del Ticino nel giorno dell'introduzione delle quote rosa, suscitando lo sdegno dell'associazione Collegati, che rappresenta gli omosessuali del Canton Ticino. Membro di Comunione e Liberazione, ha votato contro l'edificazione di minareti in Svizzera nel 2009. Malato da tempo, è scomparso nel 2012 all'età di 63 anni.